# Francisco Iribarne
Francisco Iribarne Iribarne (Almería, 1836-Almería, 1903) fue un político, abogado, periodista y escritor español, alcalde de Almería durante la Restauración.

## Biografía
Nacido el 24 de junio de 1836 en Almería, perteneció al Colegio de Abogados de Almería. Ocupó diversos cargos públicos, entre ellos los de juez municipal e interino de primera Instancia de Almería y su partido. Ya durante la Restauración, fue nombrado alcalde-presidente del Ayuntamiento de Almería. Escribió obras de teatro, entre ellas la comedia El cuarto mandamiento y el drama histórico en tres actos Doña Blanca de Navarra, estrenado el 9 de diciembre de 1865. También cultivó la poesía lírica; entre sus composiciones de esta índole se encontraba un romance imitando el castellano antiguo. Hacia los años 1870 a 1872, fue redactor del periódico moderado La Lealtad, en el que defendió los principios y doctrinas de su partido. Falleció el 26 de marzo de 1903 en su ciudad natal. Fue hijo del político Antonio María Iribarne Pérez, que también fue alcalde de Almería.